# Servas (organización)
Servas es una organización pacifista, cuya línea de actuación se basa en la premisa de que si los pueblos se conocieran no entrarían en guerra.

## Servas Youth
Como el capítulo joven de Servas, "Servas Youth" inició formalmente actividades en 2004 durante la conferencia internacional de Barcelona, siendo aprobado por inmensa mayoría en la Asamblea General, donde cada país es representado por un delegado y con derecho a un voto.
Desde 2004, Servas Youth ha desarrollado importantes proyectos buscando acercar a los jóvenes los ideales de Servas y poder permitirles beneficiarse de su fuerza transformadora.
Servas Youth Languages Experience (SYLE), International Music for Peace, ServasYouth.org, y algunos otros son programas administrados por Servas Youth donde el principal recurso es la red humana que compone Servas.
Servas Youth cuenta con una agenda propia de eventos. El primer encuentro internacional de jóvenes servas se celebró en la ciudad de Bariloche, Argentina "Patagonia'06" marcando el camino para "Yorkshire'07", "Estambul'08" y otros por venir.
Como uno de los motores de Servas, Servas Youth, se propuso seguir creciendo de un modo seguro y sólido. Un crecimiento que no busca la velocidad por sí misma sino  crecer en fortaleza y capacidad de acción concreta.